# Alliansen för rumänsk enhet
Alliansen för rumänsk enhet (rumänska: Alianța pentru Unirea Românilor, AUR) är ett högerkonservativt och nationalistiskt politiskt parti i Rumänien. Paritet grundades i december 2019 och finns representerat i Rumäniens parlament sedan december 2020.